# Irena Ładosiówna
Irena Ładosiówna, po mężu Klejer (ur. 24 sierpnia 1905 w Lublinie, zm. 7 maja 1976 w Warszawie) – polska aktorka teatralna i filmowa, reżyserka teatralna, dziennikarka, powieściopisarka i dramaturg.

## Życiorys
Była córką pary aktorskiej: Czesława Ładosia vel Wiśniewskiego i Jadwigi Wiśniewskiej.
Na scenie teatralnej debiutowała we Lwowie: najpierw jako statystka w rolach dziecięcych, następne jako tancerka (była uczennicą szkoły baletowej), a w 1919 roku, po ukończeniu kursów scenicznych u Henryka Cepnika jako aktorka w Teatrze Miejskim. W 1920 zadebiutowała tam w roli Klary w Ślubach panieńskich. Z tą sceną była związana do 1930 roku. Jednocześnie ukończyła lwowskie Seminarium Nauczycielskie, gdzie w 1926 roku zdała eksternistyczną maturę i rozpoczęła pracę literacką i dziennikarską, publikując felietony i nowele w lokalnej prasie. W 1930 roku wydała powieść Otylia Sewera, a w 1931 roku Kurier Lwowski drukował w odcinkach jej powieść Miłość wśród maków.  Następnie przeniosła się do Poznania, gdzie grała i reżyserowała w tamtejszym Teatrze Popularnym im. Wojciecha Bogusławskiego (1930–1931). W kolejnych latach występowała w Płocku (1931), Wilnie (1931–1933, także reżyserowała), a w latach 1933–1937 była aktorką, reżyserem i kierownikiem artystycznym w Teatrze Pokucko-Podolskim w Stanisławowie. Tutaj wystawiała własne sztuki (Królowa śniegu wg Hansa Christiana Andersena, Królewna z Lisieux), publikowała w Kurierze Stanisławowskim oraz prowadziła kurs gry scenicznej przy konserwatorium Towarzystwa Muzycznego im. St. Moniuszki. Następnie była aktorką i reżyserką w Teatrze Ziemi Pomorskiej w Toruniu (1937–1939). W 1939 roku powróciła do Lublina, gdzie najpierw występowała w Teatrze Miejskim, a po wybuchu II wojny światowej pracowała jako kelnerka w kawiarni „U Aktorów” i prowadziła tajne kursy aktorskie, m.in. przygotowując konspiracyjne przedstawienie Moralności pani Dulskiej.

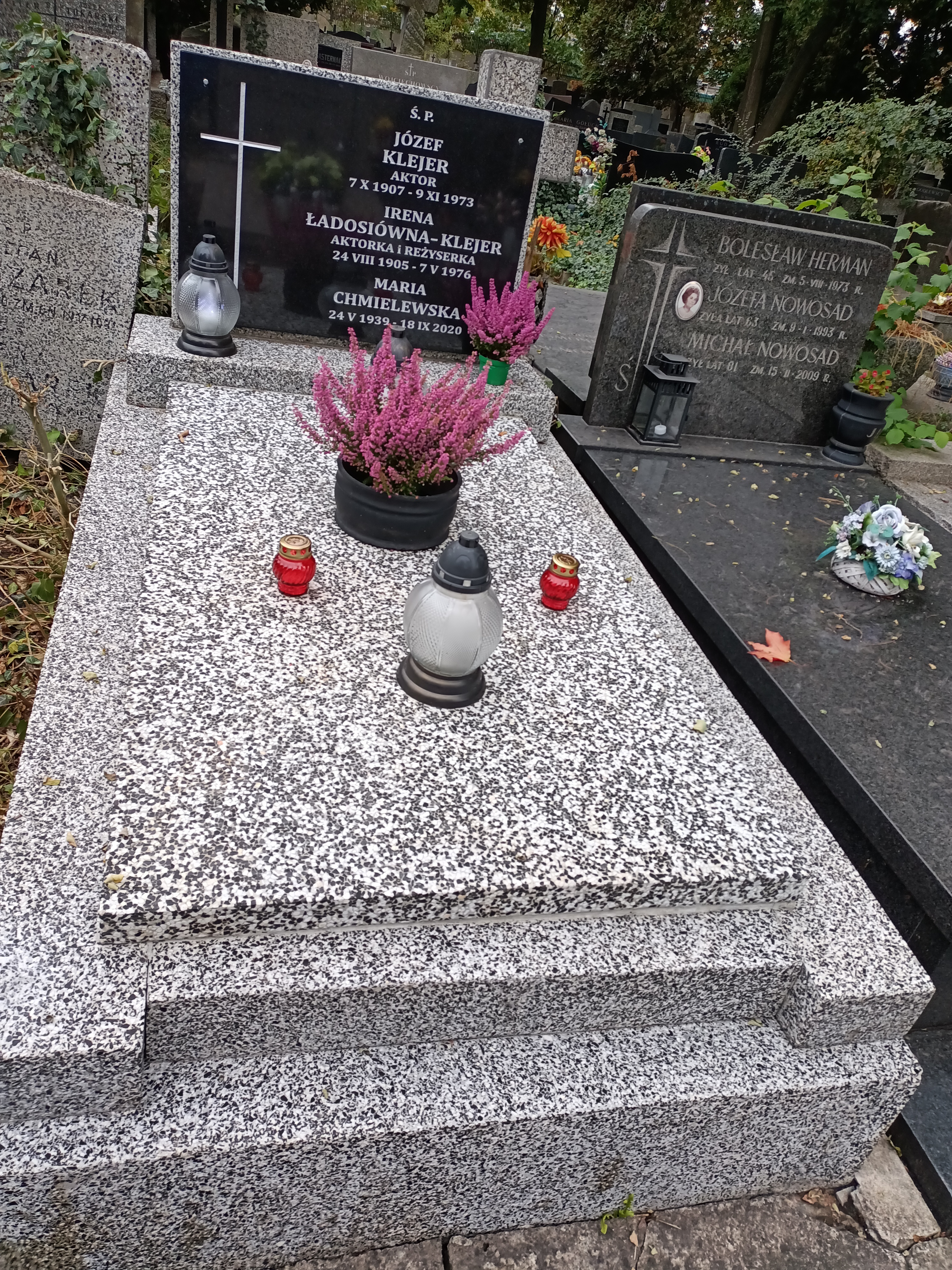
Grobowiec rodzinny Ireny Klejer na cmentarzu Wojskowym na Powązkach

Po zakończeniu wojny pozostała w Lublinie do 1947 roku (z przerwą od października 1944 do lutego 1945 roku, gdy grała w Krakowie). W tym czasie pełniła funkcję kierownika artystycznego Teatru Zespołu Aktorskiego (1944), występowała i reżyserowała w Teatrze Miejskim (1945–1947) oraz prowadziła zajęcia z dykcji na Katolickim Uniwersytecie Lubelskim. W 1947 roku przeniosła się do Warszawy, gdzie była członkinią zespołów: Miejskich Teatrów Dramatycznych (1947–1949), Teatru Narodowego (1949–1951), Teatru Ateneum (1951−1957) oraz Teatru Komedia (od 1958 do przejścia na emeryturę w 1971 roku). Ponadto jako reżyser współpracowała z teatrami w Jeleniej Górze (1949–1951, 1961), Bielsku-Białej (1953), Zielonej Górze (1954, 1956), Bydgoszczy (1954, 1960–1961), Białymstoku (1956, 1958, 1967–1968), Łodzi (1957–1959), Olsztynie (1961), Częstochowie (1962), Szczecinie (1963) i Rzeszowie (1965). Wystąpiła w dziewięciu przedstawieniach Teatru Telewizji (1958–1976).
Działała społecznie na rzecz społeczności aktorskiej, pełniąc funkcję przewodniczącej Komisji Likwidacyjnej ZASP w 1950 roku, opiekunki Domu Artystów Weteranów Scen Polskich w Skolimowie oraz członka Komisji Kwalifikacyjnej i Głównego Sądu Koleżeńskiego SPATiF.
W 1939 wyszła za mąż za Józefa Klejera – aktora i reżysera. Oboje zmarli w Warszawie i zostali pochowani na cmentarzu Wojskowym na Powązkach (kwatera B36-3-16).

## Filmografia
- Tamań (1969) – staruszka
- Na wylot (1972) – staruszka
- Nagrody i odznaczenia (1973)

## Ordery i odznaczenia
- Złoty Krzyż Zasługi (11 lipca 1955)[3]
- Medal 10-lecia Polski Ludowej (19 stycznia 1955)[4]